# آبامانگ
آبامانگ (به لاتین: Abaamang) در گینه استوایی است که در wele-nzas province واقع شده‌است.